# Tuffi ai campionati europei di nuoto 2010 - Trampolino 3 metri sincro femminile
La gara si è disputata il 15 agosto 2010 e vi hanno partecipato 9 coppie di atlete. Le prime 8 dopo il primo turno sono state ammesse alla finale.

## Medaglie
| Posizione | Atleta                                   | Paese   |
| --------- | ---------------------------------------- | ------- |
| Oro       | Tania Cagnotto Francesca Dallapé         | Italia  |
| Argento   | Olena Fedorova Anna Pysmenska            | Ucraina |
| Bronzo    | Anastasia Pozdnyakova Svetlana Filippova | Russia  |

## Qualifiche
| Pos. | Atleti                                   | Nazione       | Punti  |
| ---- | ---------------------------------------- | ------------- | ------ |
| 1    | Olena Fedorova Anna Pysmenska            | Ucraina       | 302,70 |
| 2    | Katja Dieckow Uschi Freitag              | Germania      | 298,50 |
| 3    | Anastasia Pozdnyakova Svetlana Filippova | Russia        | 298,26 |
| 4    | Tania Cagnotto Francesca Dallapé         | Italia        | 291,00 |
| 5    | Marion Farissier Claire Febvay           | Francia       | 265,50 |
| 6    | Lena Putigina Taina Karvonen             | Finlandia     | 259,08 |
| 7    | Flóra Gondos Zsófia Reisinger            | Ungheria      | 254,67 |
| 8    | Rebecca Gallantree Alicia Blagg          | Gran Bretagna | 253,86 |
| 9    | Ginni Van Katwijk Inge Jansen            | Paesi Bassi   | 241,26 |

## Finale
| Pos. | Atleti                                   | Nazione       | Punti  |
| ---- | ---------------------------------------- | ------------- | ------ |
|      | Tania Cagnotto Francesca Dallapé         | Italia        | 327,90 |
|      | Olena Fedorova Anna Pysmenska            | Ucraina       | 312,00 |
|      | Anastasia Pozdnyakova Svetlana Filippova | Russia        | 307,50 |
| 4    | Katja Dieckow Uschi Freitag              | Germania      | 286,50 |
| 5    | Rebecca Gallantree Alicia Blagg          | Gran Bretagna | 280,08 |
| 6    | Flóra Gondos Zsófia Reisinger            | Ungheria      | 268,11 |
| 7    | Marion Farissier Claire Febvay           | Francia       | 263,82 |
| 8    | Lena Putigina Taina Karvonen             | Finlandia     | 255,60 |